# Хоэнварте (Саксония-Анхальт)
Хо́энварте (нем. Hohenwarthe) — посёлок в Германии, в земле Саксония-Анхальт, входит в район Йерихов в составе коммуны Мёзер.
Население составляет 1459 человек (на 31 декабря 2012 года). Занимает площадь 10,25 км².

## История
Первое упоминание о поселении встречается в записях архиепископа магдебургского Альбрехта в 1225 году.
1 января 2010 года, после проведённых реформ, Хоэнварте вошёл в состав коммуны Мёзер.

## Галерея

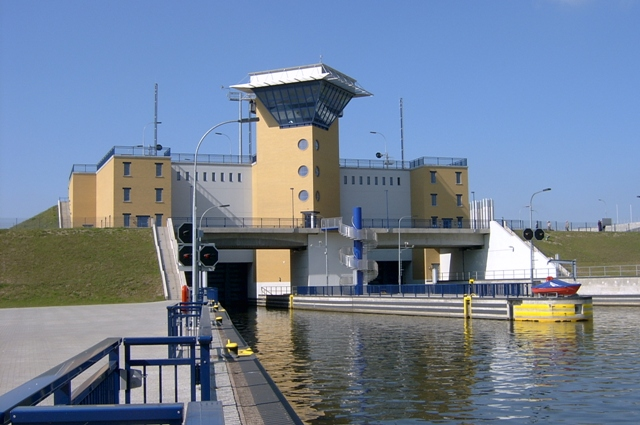
Шлюз на канале
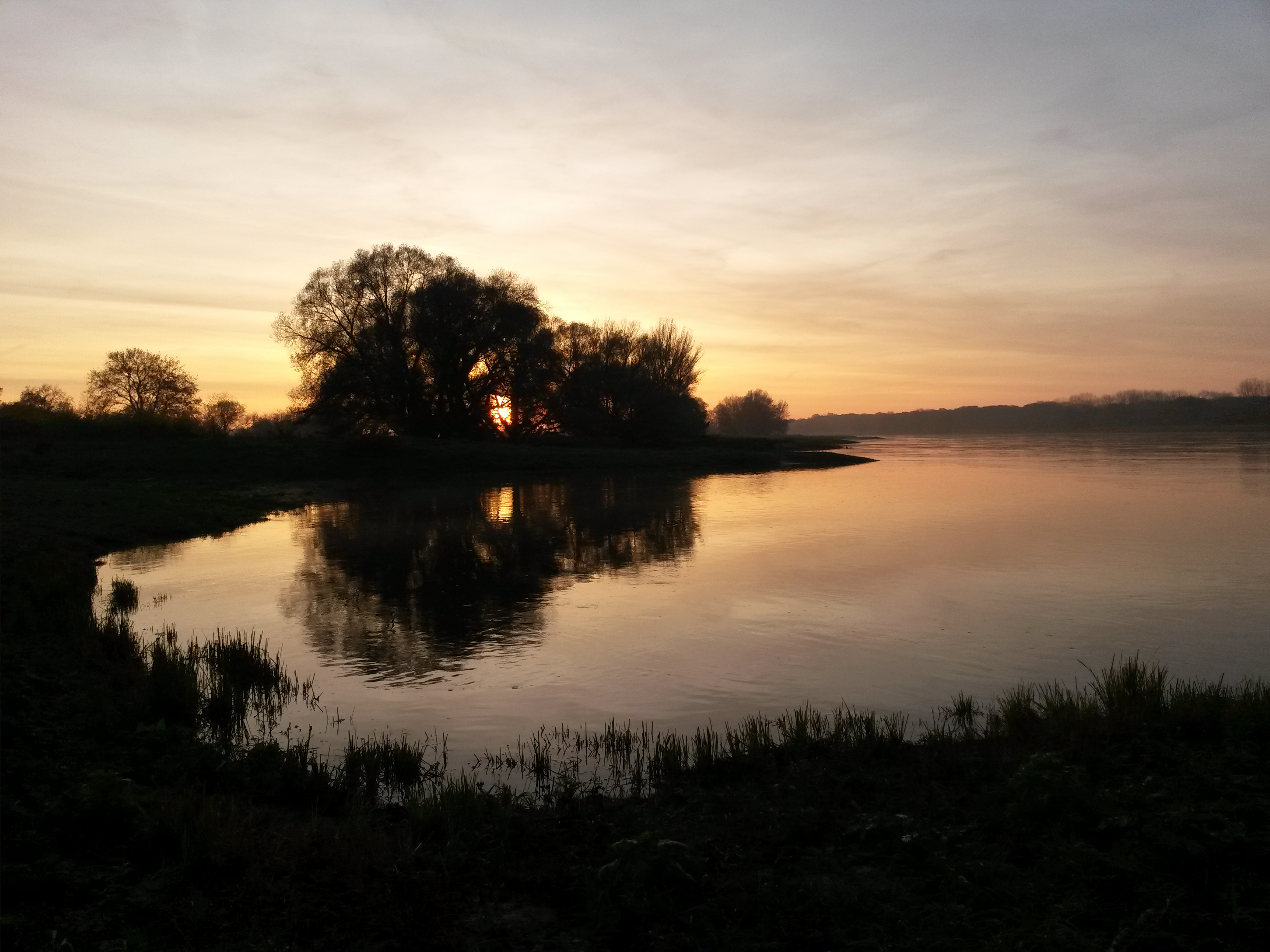
Сумерки на Эльбе
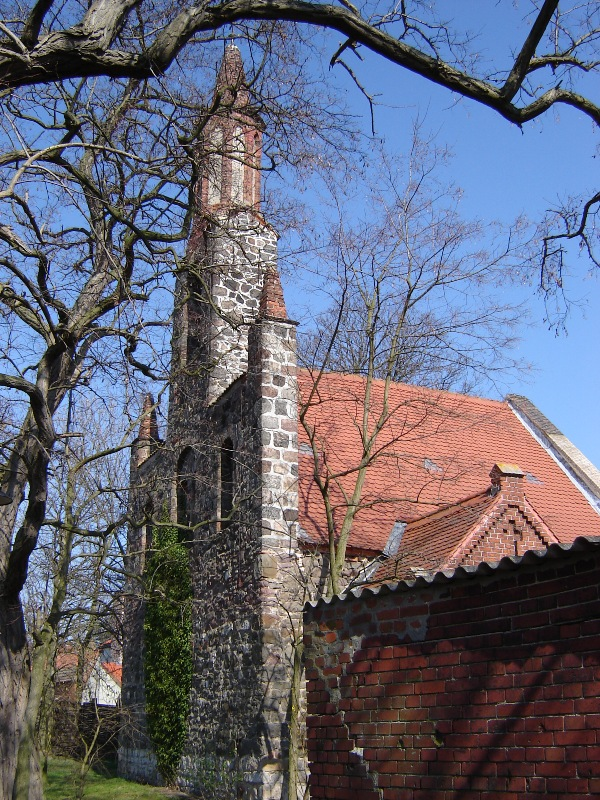
Церковь в Хоэнварте
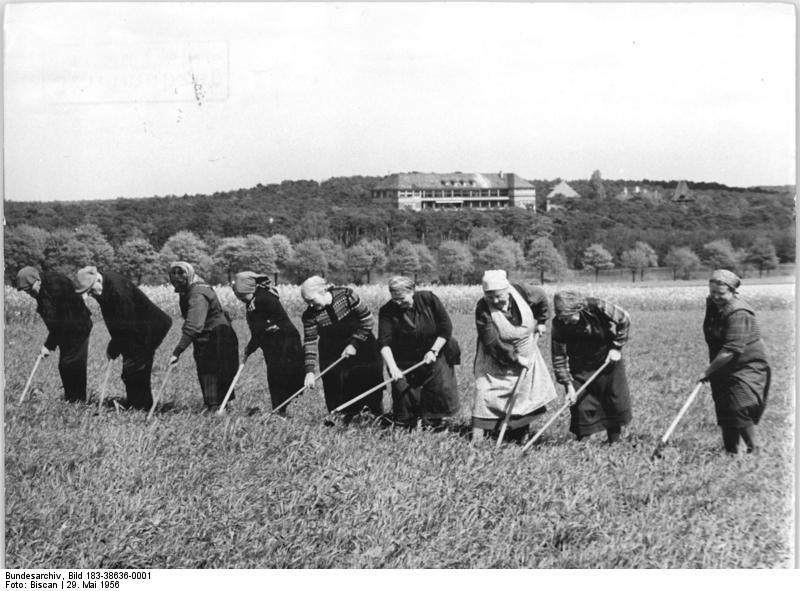
Работа в поле, 1956 год